# 科莱达拉
科莱达拉（義大利語：Colledara），是意大利泰拉莫省的一个市镇。总面积19.86平方公里，人口2272人，人口密度114.4人/平方公里（2009年）。ISTAT代码为067018。